# Abderrahmane Farès
Abderrahmane Farès (en arabe : عبدالرحمن فارس ; en kabyle : Ɛebderaḥman Fares), né le 30 janvier 1911 à Amalou près d'Akbou et mort le 13 mai 1991 à Zemmouri, est un homme politique algérien. Il est membre de la première Assemblée nationale constituante française en 1946, puis président de l'Assemblée algérienne en 1953. Figure modérée du nationalisme algérien, il signe le 26 septembre 1955 le Manifeste des 61.
Il se rallie en 1956 au FLN dont il devient le trésorier et sert d'intermédiaire entre les instances de la Révolution et le gouvernement français jusqu'à son arrestation en 1961 pour « atteinte à la sûreté de l'État ». Il devient d'avril à septembre 1962, en application des accords d'Évian, président de l'Exécutif provisoire, chargé de la gestion courante du pays et de la préparation du référendum d'autodétermination de l'Algérie devant décider de l'avenir du pays et mettre fin à la guerre en cours.

## Biographie

### Enfance et éducation
Abderrahmane Farès naît le 30 janvier 1911 à Amalou près Akbou, dans l'actuelle wilaya de Béjaïa en Kabylie, région berbère au centre-nord de l'Algérie. Orphelin très jeune (son père meurt en 1917 pour la France durant la Première Guerre mondiale), il est recueilli chez son grand-père et, élève assidu, est envoyé pour être formé d'abord chez un oncle notaire à Akbou, puis chez un notaire réputé d'Alger. Après ses études de droit, il devient tour à tour huissier à Sétif, assistant notaire à Sebdou, et s'installe enfin à Collo comme notaire en 1936, devenant ainsi le premier notaire algérien en Algérie.

### Engagements politiques
Abderrahmane Farès entre en politique à partir de 1945, fin de la Seconde Guerre mondiale, et devient conseiller municipal, puis conseiller général du département d'Alger ainsi que membre de l'Assemblée financière de l'Algérie.
Proche des socialistes de la SFIO, il est candidat (Alger) aux élections du 21 octobre 1945 à la première Assemblée nationale constituante de la Quatrième République . Il en devient membre le 20 février 1946, en remplacement d'Abdelouahab Bachir qui a démissionné la veille. Il siège à la Commission de l'Intérieur, de l'Algérie et de l'Administration générale. D'abord favorable à une « intégration dans le cadre français », il y défend l'établissement d'une égalité des droits entre français de souche européenne et français musulmans notamment par l'instauration du collège unique dans le régime électoral algérien.
Déçu par des refus successifs, il ne se représente pas aux élections du 2 juin 1946 pour la seconde Assemblée nationale constituante, mais est élu du sud algérien à l'Assemblée algérienne, dont il devient président le 12 mai 1953.
Lors de l'insurrection organisée du 1er novembre 1954, début de la guerre d'Algérie, il croit encore au processus d'intégration mais marqué par les massacres du Constantinois en 1955, il prend ses distances avec Jacques Soustelle et sa politique d'assimilation, et se rapproche du Front de libération nationale (FLN). Il s'installe en 1956 à Paris en France, et avec la Fédération de France du FLN,  il est chargé de collecter des fonds pour le mouvement indépendantiste et lui apporte notamment des conseils juridiques.
En 1958, de Gaulle lui expose son plan pour mettre fin aux hostilités posant comme préalable le dépôt des armes et lui propose en même temps un poste ministériel ; mais il décline l'offre après avoir consulté Ferhat Abbas en Suisse.
Le 4 novembre 1961, à Paris, Abderrahmane Farès et deux de ses collaborateurs — François Baudrillart et Jean-Marie Licuti — sont arrêtés par les autorités françaises ; Abderrahmane Farès est emprisonné à Fresnes sous l'inculpation « d'atteinte à la sûreté de l'État ».

### Accords d'Évian et présidence
Abderrahmane Farès est libéré de Fresnes le 19 mars 1962, lendemain de la signature des accords d'Évian. Il se rend à Rabat. Le 30 mars, il rejoint l'Algérie et prononce, dans un discours télévisé devenu célèbre, un appel à la paix et au rejet de la violence, notamment destiné aux  Français  d'Algérie.
Nommé président de l'Exécutif provisoire algérien le 6 avril, il entre en fonction le 13, jour de la proclamation des résultats du référendum du 8. Avec les autres membres de l'Exécutif provisoire, installé à Rocher Noir (auj. Boumerdès), il gère les affaires courantes tout en organisant le référendum futur relatif à l'indépendance de l'Algérie. Il s'accorde avec le haut-commissaire de la République en Algérie, Christian Fouchet, sur des mesures de maintien de l'ordre afin de faire respecter le cessez-le-feu. A cette fin, la création d'une force locale a été obtenue : cependant, celle-ci sera inefficace. En août, il demande une avance de 45 milliards de francs pour le budget de l'Algérie puis refuse de signer trois des neuf protocoles d'accord négociés pour l'application des accords du 18 mars 1962 signées à Évian. 
Après la proclamation des résultats du référendum d'autodétermination du 1er, la France reconnaît le 3 juillet 1962 solennellement l'indépendance de l'Algérie et le président français de Gaulle transfère les pouvoirs à l'Exécutif provisoire. Abderrahmane Farès décide alors de transmettre ses pouvoirs à Benyoucef Benkhedda, président du Gouvernement provisoire de la République algérienne (GPRA), mais ce dernier, en conflit avec le bureau politique du FLN de Ben Bella, se voit obligé d'en refuser la charge.
Durant son mandat, responsable du maintien de l’ordre, des contacts avec l'Organisation armée secrète (OAS) sont notamment entrepris pour négocier un accord mettant fin à leurs opérations meurtrières. Après la victoire du bureau politique du FLN et le retrait du GPRA à son profit, la première Assemblée nationale constituante (ANC) algérienne est formée. Il transmet ses pouvoirs à l'assemblée constituante le 25 septembre 1962 et au gouvernement Ben Bella le 2 octobre 1962.

### Retrait de la vie politique
En désaccord avec la politique autoritaire de Ben Bella qu'il dénonce, Abderrahmane Farès est arrêté en juillet 1964. Il est libéré un an plus tard à l'arrivée - par un coup d'État- d'Houari Boumedienne au pouvoir, et se retire de la vie politique. Il écrit et publie en 1982, ses « Mémoires politiques (1945-1965) » dans La Cruelle vérité, autobiographie dans laquelle il évoque notamment la période de transition de mars-juillet 1962 et les modalités des négociations de l'indépendance, notamment avec l'OAS.

### Vie privée
Abderrahmane Farès est le père de l'écrivain Nabile Farès.

### Décès
Abderrahmane Farès est décédé à Zemmouri le 13 mai 1991 à l'âge de 80 ans. Il a été enterré dans le cimetière d'El Alia à Oued Smar.

## Ouvrage
- Abderrahmane Farès, La Cruelle vérité : l'Algérie de 1945 à l'indépendance, Paris, Plon, janvier 1982 (réimpr. avril 1989), 250-[16], 24 cm (ISBN 2-259-00883-6 et 978-2-259-00883-9, OCLC 405602206, BNF 34689007).